# Clare Byarugaba
Clare Byarugaba es una activista LGBT ugandesa en Kampala que ha hablado públicamente contra la retórica anti-LGBT de su gobierno.

## Biografía
Byarugaba nació y creció en el sudoeste de Uganda. Cuando el presidente Yoweri Museveni prohibió la homosexualidad en Uganda, la madre de Byarugaba amenazó con denunciarla a la policía por ser lesbiana. Es la co-coordinadora de la Coalición de la Sociedad Civil de Derechos humanos y Ley Constitucional. En 2013, Byarugaba estaba a punto de empezar en Kampala un capítulo de la PFLAG para apoyar a los familiares de las personas LGBT en un país cuyo presidente prohibió la homosexualidad. Tras esta prohibición, fue sacada del armario por un tabloide nacional que puso su cara en la portada, poniendo en peligro su vida. En 2014, Byarugaba se unió a la conferencia Women in the World para compartir su historia personal a través de la misión de la organización para dar voz y acción a las mujeres. Byarugaba fue nombrada Oak Fellow en 2014 por el Oak Institute for the Study of International Human Rights en Colby College.